# Richard Weise (Radsportler)
Hermann Richard Weise (* 20. März 1887 in Daubitz, Kreis Rothenburg (Ob. Laus.); † 21. Juli 1965 in Berlin) war ein deutscher Radrennfahrer.

## Sportliche Laufbahn
Weise war im Straßenradsport und im Bahnradsport aktiv. Seine ersten Siege als Berufsfahrer holte er in den Rennen Quer durch die Uckermark und Berlin–Eberswalde–Berlin 1910. In jener Saison wurde er Zweiter bei Berlin–Jüterbog–Berlin und der Fahrt durchs Verbandsgebiet sowie Dritter bei Berlin–Dresden–Berlin.
1914 siegte er im Großen Sachsenpreis vor Rudolph Lewis aus Südafrika sowie im Großen Straßenpreis von Aachen. 1912 war er bei Rund um Köln Zweiter hinter Jean Steingass geworden, 1914 Zweiter im Großen Straßenpreis von Hamburg und bei Rund um Sachsen. 1911 wurde Weise Dritter bei Rund durchs Havelland und 1913 Dritter bei Rund um die Lausitz. 1913 wurde er Dritter bei Rund um Nürnberg, 1914 in der Großen Völkerschlachtsfahrt. Im Etappenrennen Quer durch Deutschland 1911 hatte er mehrere vordere Etappenplatzierungen erzielt und belegte den 8. Platz in der Gesamtwertung.
Auf der Bahn erzielte er einige Siege im Zweier-Mannschaftsfahren mit Willi Marx, Walter Rütt und Ernst Rottnick auf verschiedenen Radrennbahnen in Berlin. 1914 bestritt er das Berliner Sechstagerennen mit Adolf Huschke als Partner.
Im September 1913 stellte er einen Weltrekord über 24 Stunden auf der Bahn auf, bei dem er 704,69 Kilometer fuhr. Über die Stunde erzielte er einen neuen deutschen Rekord. Der Erste Weltkrieg beendete seine sportliche Karriere.